# 日立サンディーバ
日立サンディーバ（ひたちサンディーバ、英: Hitachi Sundiva）は、神奈川県横浜市を拠点とする女子ソフトボールチーム。JDリーグ所属。

## 概要

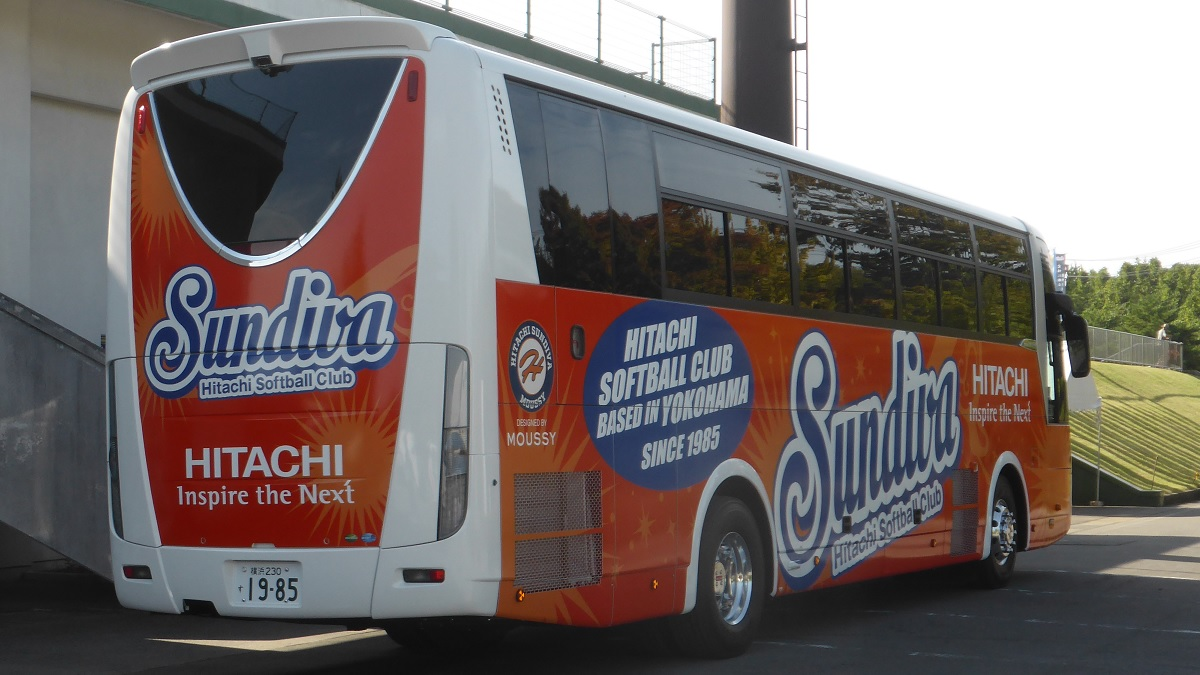
チームバス外観 (2024年)

1985年、日立製作所ソフトウェア工場（神奈川県横浜市戸塚区）のソフトボール部として創部。1991年から日本リーグ1部所属、2022年からJDリーグ東地区所属。獲得タイトルは、計10回（日本リーグ1回・国体9回）。
サンディーバとは「太陽の女神」の意味。日立をイメージする「太陽（サン）」（英語）と、躍動する選手達を表す「幸運の女神（ディーバ）」（イタリア語・ラテン語など）を語源とする。ディーバには「チャンスは後から掴めない」との意味もあり、後から1敗を悔やまぬよう願いが込められている。
チームスローガンは『一投一打に魂込めて 目指せ「栄冠」我らが戦士』、『Speed ＆ Power Softball ～想い、ひとつにして～』。
マスコットは「ViVi（ビビ）」で、猫がモチーフ。名前の由来は『Victory（勝利）の先頭2文字を取って「何が何でも勝つ!!」』＆『ナイスプレーに繋がるインスピレーションがビビッと来る』。
2023年2月、野球YouTubeチャンネル『トクサンTV』が日立サンディーバを訪問して、日本代表候補の坂本結愛、唐牛彩名、前年新人賞の佐藤真咲などの紹介動画が公開された。

## 歴史
- 1985年 - 日立製作所ソフトウェア工場のシンボルスポーツとして日立ソフトウェア女子ソフトボール部が創部。日本リーグ3部の東日本リーグに加盟[8]
- 1989年 - 全日本総合（当時は全日本一般女子ソフトボール選手権大会）初出場
- 1989年 - 日本リーグ2部入替えで勝利し、翌年から2部所属となる
- 1990年 - 日本リーグ2部を12勝2敗で優勝し、翌年から1部所属となる。「白い旋風」と呼ばれる
- 1990年 - 日立ソフトウェア単独チームとして国体初出場
- 1994年 - 世界選手権選手に石井亜由子、斎藤春香、山口京子が選出
- 1996年 - アトランタオリンピック選手に斎藤春香が選出
- 1996年 - 国体初優勝
- 1998年 - 世界選手権選手に斎藤春香、石川多映子が選出
- 2000年 - シドニーオリンピック選手に斎藤春香、田本博子、石川多映子が選出
- 2000年 - 日本リーグ初優勝。国体も制し2冠達成
- 2001年 - チームマスコット（ViVi）が決定[5]
- 2002年 - 世界選手権選手に斎藤春香が選出
- 2004年 - アテネオリンピック選手に斎藤春香、山田恵里が選出
- 2006年 - 世界選手権選手に馬渕智子、遠藤有子、山田恵里、西山麗、鈴木由香、コーチに斎藤春香が選出
- 2008年 - 北京オリンピック選手に馬渕智子、西山麗、山田恵里、監督に斎藤春香、コーチに田本博子が選出
- 2010年 - 世界選手権選手に馬渕智子、山田恵里、西山麗、藤原麻起子、瀬川絵美、濱本静代、溝江香澄、監督に斎藤春香が選出
- 2012年 - 世界選手権選手に山田恵里、西山麗が選出
- 2013年 - チーム名を日立ソフトボール部に変更
- 2014年 - 世界選手権選手に西山麗、山田恵里が選出
- 2016年 - 世界選手権選手に山田恵里が選出
- 2016年 - 日本リーグ1部の所属チームのセカンドネーム登録に伴い日立サンディーバとなる
- 2018年 - 世界選手権選手に山田恵里が選出
- 2019年 - チーム初の外国人選手としてアメリカ人内野手のシェルビー・ペンドリーが入団
- 2021年 - 東京オリンピック選手に清原奈侑が選出
- 2022年 - JDリーグ創設に伴い、同リーグ東地区に所属となる
- 2022年 - ワールドゲームズ選手に坂本結愛、ハンナ・フリッペン（アメリカ代表）が選出
- 2023年 - ワールドカップ選手にハンナ・フリッペン（アメリカ代表）が選出
- 2024年 - ワールドカップ選手に坂本実桜、唐牛彩名、デジャ・ムリポラ（アメリカ代表）が選出
- 2024年 - JDリーグ東地区優勝、ダイヤモンドシリーズ準優勝

## 成績

### 日本リーグ戦績
1985年の創部から、JDリーグ創設前の最終シーズンとなった2021年までの戦績。
| 年度 | 所属リーグ            | 総合順位 | 試合 | 勝 | 敗 | 分 | リーグ順位 | 全日本総合 | 国体     | 備考              | 監督       | 主将       |
| ---- | --------------------- | -------- | ---- | -- | -- | -- | ---------- | ---------- | -------- | ----------------- | ---------- | ---------- |
| 1985 | 日本リーグ3部・東日本 | -        | -    | -  | -  | -  | -          | 予選敗退   | 予選敗退 | 日立ソフトウェア  | 鈴木利夫   | 栗田有紀子 |
| 1986 | 日本リーグ3部・東日本 | -        | -    | -  | -  | -  | -          | 予選敗退   | 予選敗退 |                   | 鈴木利夫   | 栗田有紀子 |
| 1987 | 日本リーグ3部・東日本 | 不明     | 13   | 6  | 5  | 2  | -          | 予選敗退   | 予選敗退 |                   | 細淵守男   | 安藤美保子 |
| 1988 | 日本リーグ3部・東日本 | 不明     | 14   | 7  | 5  | 2  | -          | 予選敗退   | 不明     |                   | 細淵守男   | 安藤美保子 |
| 1989 | 日本リーグ3部・東日本 | 4位      | 14   | 7  | 4  | 3  | -          | 1回戦      | 不明     | 2部リーグ昇格決定 | 細淵守男   | 梅本裕子   |
| 1990 | 日本リーグ2部         | 1位      | 14   | 12 | 2  | 0  | -          | 不明       | 不明     | 1部リーグ昇格決定 | 細淵守男   | 梅本裕子   |
| 1991 | 日本リーグ1部         | 4位      | 14   | 6  | 8  | 0  | -          | 不明       | 不明     |                   | 細淵守男   | 斎藤春香   |
| 1992 | 日本リーグ1部         | 3位      | 14   | 8  | 6  | 0  | -          | 不明       | 不明     |                   | 細淵守男   | 斎藤春香   |
| 1993 | 日本リーグ1部         | 3位      | 14   | 10 | 4  | 0  | -          | 不明       | 不明     |                   | 細淵守男   | 桜井初美   |
| 1994 | 日本リーグ1部         | 準優勝   | 16   | 11 | 5  | 0  | 1位        | 不明       | 不明     |                   | 細淵守男   | 石井亜由子 |
| 1995 | 日本リーグ1部         | 4位      | 16   | 11 | 5  | 0  | 2位        | 不明       | 不明     |                   | 細淵守男   | 大津あいみ |
| 1996 | 日本リーグ1部         | 7位      | 16   | 9  | 7  | 0  | 4位        | 2回戦      | 優勝     |                   | 磯野稔     | 木田京子   |
| 1997 | 日本リーグ1部         | 5位      | 16   | 9  | 7  | 0  | 3位        | ベスト8    | 予選敗退 |                   | 磯野稔     | 木田京子   |
| 1998 | 日本リーグ1部         | 5位      | 16   | 12 | 4  | 0  | 3位        | ベスト4    | 優勝     |                   | 磯野稔     | 藤本あさ子 |
| 1999 | 日本リーグ1部         | 準優勝   | 22   | 18 | 4  | 0  | 1位        | 2回戦      | 1回戦    |                   | 磯野稔     | 藤本あさ子 |
| 2000 | 日本リーグ1部         | 優勝     | 22   | 16 | 6  | 0  | 3位        | ベスト4    | 優勝     |                   | 磯野稔     | 藤本あさ子 |
| 2001 | 日本リーグ1部         | 3位      | 22   | 17 | 5  | 0  | 2位        | 準優勝     | ベスト4  |                   | 磯野稔     | 亀田悦子   |
| 2002 | 日本リーグ1部         | 4位      | 22   | 17 | 5  | 0  | 3位        | ベスト8    | 準優勝   |                   | 磯野稔     | 亀田悦子   |
| 2003 | 日本リーグ1部         | 準優勝   | 22   | 16 | 6  | 0  | 3位        | ベスト8    | ベスト4  |                   | 磯野稔     | 新海直子   |
| 2004 | 日本リーグ1部         | 4位      | 22   | 16 | 6  | 0  | 4位        | 2回戦      | ベスト8  |                   | 斎藤春香   | 新海直子   |
| 2005 | 日本リーグ1部         | 4位      | 22   | 18 | 4  | 0  | 3位        | ベスト8    | 予選敗退 |                   | 斎藤春香   | 馬渕智子   |
| 2006 | 日本リーグ1部         | 準優勝   | 22   | 17 | 5  | 0  | 2位        | 2回戦      | 優勝     |                   | 斎藤春香   | 馬渕智子   |
| 2007 | 日本リーグ1部         | 6位      | 22   | 11 | 11 | 0  | 6位        | ベスト4    | 優勝     |                   | 藤本あさ子 | 森下そのみ |
| 2008 | 日本リーグ1部         | 3位      | 22   | 19 | 3  | 0  | 2位        | 2回戦      | 優勝     |                   | 藤本あさ子 | 森下そのみ |
| 2009 | 日本リーグ1部         | 5位      | 22   | 15 | 7  | 0  | 5位        | ベスト8    | 予選敗退 |                   | 藤本あさ子 | 山田恵里   |
| 2010 | 日本リーグ1部         | 準優勝   | 22   | 14 | 8  | 0  | 4位        | ベスト8    | 予選敗退 |                   | 藤本あさ子 | 山田恵里   |
| 2011 | 日本リーグ1部         | 4位      | 22   | 16 | 6  | 0  | 3位        | ベスト4    | 優勝     |                   | 藤本あさ子 | 溝江香澄   |
| 2012 | 日本リーグ1部         | 7位      | 22   | 10 | 12 | 0  | 7位        | ベスト8    | 準優勝   |                   | 磯野稔     | 溝江香澄   |
| 2013 | 日本リーグ1部         | 5位      | 22   | 13 | 9  | 0  | 5位        | ベスト8    | 予選敗退 | 日立              | 磯野稔     | 濱本静代   |
| 2014 | 日本リーグ1部         | 7位      | 22   | 13 | 9  | 0  | 7位        | 2回戦      | 優勝     |                   | 磯野稔     | 濱本静代   |
| 2015 | 日本リーグ1部         | 5位      | 22   | 14 | 8  | 0  | 5位        | ベスト4    | 優勝     |                   | 鈴木由香   | 山田恵里   |
| 2016 | 日本リーグ1部         | 3位      | 22   | 15 | 7  | 0  | 4位        | ベスト8    | ベスト8  | 日立サンディーバ  | 鈴木由香   | 林佑季     |
| 2017 | 日本リーグ1部         | 7位      | 22   | 10 | 12 | 0  | 7位        | 2回戦      | 予選敗退 |                   | 鈴木由香   | 林佑季     |
| 2018 | 日本リーグ1部         | 9位      | 22   | 9  | 13 | 0  | 9位        | ベスト8    | ベスト8  |                   | 鈴木由香   | 田邊奈那   |
| 2019 | 日本リーグ1部         | 9位      | 22   | 9  | 13 | 0  | 9位        | 1回戦      | 予選敗退 |                   | 斎藤春香   | 清原奈侑   |
| 2020 | 日本リーグ1部         | 9位      | 11   | 5  | 6  | 0  | 9位        | 開催中止   | 開催中止 |                   | 斎藤春香   | 清原奈侑   |
| 2021 | 日本リーグ1部         | 4位      | 22   | 15 | 7  | 0  | 3位        | ベスト4    | 開催中止 |                   | 村山修次   | 清原奈侑   |

- 決勝トーナメント方式が導入された1994年以降、「総合順位」の1-4位はリーグ上位4チームによる決勝トーナメントの結果で決定。5位以下は「リーグ順位」に同じ[注 6]
- 「リーグ順位」は、決勝トーナメント方式が導入された1994年以降の、リーグ戦における順位。上位4チームは決勝トーナメントに進出[注 6]
- 「全日本総合」は、1992年までは全日本一般女子ソフトボール選手権大会、1993年以降は全日本総合女子ソフトボール選手権大会

### JDリーグ戦績
| 年度 | 所属リーグ | 総合順位 | 試合 | 勝 | 敗 | 分 | リーグ順位 | 皇后盃  | 国スポ   | 備考 | 監督     | 主将     |
| ---- | ---------- | -------- | ---- | -- | -- | -- | ---------- | ------- | -------- | ---- | -------- | -------- |
| 2022 | JDリーグ   | ベスト4  | 29   | 21 | 8  | 0  | 東2位      | ベスト8 | 準優勝   |      | 村山修次 | 那須千春 |
| 2023 | JDリーグ   | -        | 29   | 20 | 9  | 0  | 東2位      | ベスト8 | 予選敗退 |      | 村山修次 | 坂本実桜 |
| 2024 | JDリーグ   | 準優勝   | 29   | 22 | 6  | 1  | 東1位      | 2回戦   | 予選敗退 |      | 村山修次 | 坂本実桜 |

## 選手・スタッフ
2024年4月現在
| ポジション | #    | 名前                     | 年齢 | 身長  | 投打  | 出身校                                  | 備考             |
| 選手       | 選手 | 選手                     | 選手 | 選手  | 選手  | 選手                                    | 選手             |
| ---------- | ---- | ------------------------ | ---- | ----- | ----- | --------------------------------------- | ---------------- |
| 投手       | 10   | 坂本実桜                 | 25歳 | 163cm | 右·右 | 創志学園高                              |                  |
| 投手       | 13   | 田内愛絵里               | 28歳 | 160cm | 左·左 | 創志学園高                              | 前所属：トヨタ   |
| 投手       | 16   | 佐藤真咲                 | 22歳 | 167cm | 右·右 | 駿河総合高                              |                  |
| 投手       | 17   | 長谷川鈴夏               | 27歳 | 167cm | 左·左 | 高崎健康福祉大高崎高→日本体育大         | 前所属：豊田織機 |
| 投手       | 21   | 後藤実緒                 | 19歳 | 173cm | 右·右 | 星城高                                  | 新人             |
| 投手       | 29   | ドンテイシャ・ゴーボーン | 24歳 | 175cm | 右·右 | サウスカロライナ大                      |                  |
| 捕手       | 6    | 女鹿田千紘               | 24歳 | 152cm | 右·右 | 鳥取城北高→環太平洋大                   |                  |
| 捕手       | 25   | デジャ・ムリポラ         | 27歳 | 173cm | 右·右 | アリゾナ大                              |                  |
| 捕手       | 28   | 山内早織                 | 25歳 | 168cm | 右·左 | 清水ヶ丘高                              | 前所属：BC高崎   |
| 内野手     | 1    | 堀口佳乃                 | 25歳 | 161cm | 右·左 | 大分南高→日本文理大                     |                  |
| 内野手     | 4    | 保谷蓮                   | 23歳 | 155cm | 右·左 | 藤村女子高→園田学園女子大               | 新人             |
| 内野手     | 5    | 杉本梨緒                 | 27歳 | 163cm | 右·右 | 佐賀女子短大付属佐賀女子高→中京大       | 前所属：ホンダ   |
| 内野手     | 7    | 笠原朱里                 | 23歳 | 164cm | 右·左 | 千葉経済大附属高→日本体育大             | 新人             |
| 内野手     | 9    | 杉浦穂華                 | 22歳 | 165cm | 右·右 | 千葉経済大附属高                        |                  |
| 内野手     | 12   | 鈴木未歩                 | 22歳 | 165cm | 右·左 | 浜松市立高                              |                  |
| 内野手     | 15   | 北原花菜絵               | 19歳 | 159cm | 右·左 | 神戸野田高                              | 新人             |
| 内野手     | 33   | 森山遥菜                 | 31歳 | 165cm | 右·右 | 佐賀女子短大付属佐賀女子高              | 前所属：ホンダ   |
| 外野手     | 3    | 高瀬沙羅                 | 26歳 | 153cm | 右·右 | 滑川高→中京大                           |                  |
| 外野手     | 8    | 藤森捺未                 | 26歳 | 168cm | 右·左 | 徳島商業高→園田学園女子大               |                  |
| 外野手     | 11   | 唐牛彩名                 | 24歳 | 165cm | 右·右 | 花巻東高                                |                  |
| 外野手     | 19   | 加減愛華                 | 19歳 | 158cm | 右·左 | 佐賀女子短大付属佐賀女子高              | 新人             |
| 外野手     | 20   | 平田唯花                 | 22歳 | 171cm | 右·右 | 三潴高                                  |                  |
| スタッフ   |      |                          |      |       |       |                                         |                  |
| 監督       | 30   | 村山修次                 | 43歳 | -     | -     | 東海大付属相模高→東海大                 |                  |
| コーチ     | 31   | 胡子路代                 | 34歳 | -     | -     | 広島修道大ひろしま協創高→園田学園女子大 |                  |

## 歴代所属選手
投手
- 石川多映子（1994 - 2002）-  シドニーオリンピック代表
- 藤原麻起子（2007 - 2011）
- 岡村奈々（2017 - 2019）
- アレシア・オカシオ（2019）
- テイラー・マクイリン（2022 - 2023）-  東京オリンピック代表

捕手
- 清原奈侑（2014 - 2023）-  東京オリンピック代表
- デジャ・ムリポラ（2024 - ）-  東京オリンピック代表
- 小島あみ（2025 - ）

内野手
- 斎藤春香（1988 - 2004）-  アトランタ・シドニー・アテネオリンピック代表、 北京オリンピック代表監督
- 西山麗（2002 - 2014）-  北京オリンピック代表
- 溝江香澄（2004 - 2012）
- 坂本結愛（2021 - 2023）
- 森山遥菜（2022 - ）
- ハンナ・フリッペン（2022 - 2023）
- 山内早織（2023 - ）

外野手
- 田本博子（1992 - 2004）-  シドニーオリンピック代表
- 馬渕智子（2000 - 2010）-  北京オリンピック代表
- 山田恵里（2002 - 2020）-  アテネ・北京・東京オリンピック代表
- 山口みどり（2018 - 2023）